# Neoperla sumatrana
Neoperla sumatrana är en bäcksländeart som först beskrevs av Günther Enderlein 1909.  Neoperla sumatrana ingår i släktet Neoperla och familjen jättebäcksländor. Inga underarter finns listade i Catalogue of Life.